# Матрикарди, Патрисио
Патрисио Матрикарди (исп. Patricio Matricardi; 7 января 1994 года, Флоренсио-Варела, Буэнос-Айрес, Аргентина) — аргентинский футболист, защитник клуба «Волунтари».

## Клубная карьера
«Архентинос Хуниорс»
Патрисио Матрикарди является воспитанником клуба «Архентинос Хуниорс», в основной состав которого был переведён в сезоне 2013/2014. В дебютном сезоне Матрикарди трижды выходил на поле, однако по окончании сезона «Архентинос Хуниорс» вылетели во второй по силе дивизион. Ещё ранее, в 2013 году, будучи заявленным как игроком молодёжного состава, Матрикарди дебютировал в матче кубка Аргентины против «Спортиво Бельграно». После возвращения «Аргентинос Хуниорс» в Примеру спустя сезон Матрикарди провёл на поле 32 матча в трёх сезонах.
Аренда в «Сан-Мартин»
10 января 2017 года перешёл «Сан-Мартин» на правах аренды, где дебютировал 11 марта в матче против «Уракана».
Аренда в «Химнасия и Эсгрима»
В июне 2017 года вернулся из аренды в «Сан-Мартине», вскоре после чего отправился в очередную аренду в клуб «Химнасия и Эсгрима», выступающие в Примере B. Матрикарди провёл за «Химнасию» 17 игр, в которых забил два мяча, включая свой первый гол в профессиональной карьере в выездной ничье против Лос-Андес.
«Астерас»
В июле 2018 года подписал полноценный контракт с греческим клубом «Астерас».
«Ротор»
14 августа 2020 года стал игроком российского клуба «Ротор». Сыграл за российский клуб всего 2 матча.
«Германштадт»
26 января 2021 года перешёл в румынский « Германштадт».